# Другие ипостаси
«Другие ипостаси» (англ. Altered States) — кинофильм режиссёра Кена Рассела, снятый по роману Пэдди Чаефски. Сюжет основан на экспериментах Джона Лилли с камерой сенсорной изоляции, благодаря которой эффект ЛСД усиливался многократно.

## Сюжет
Главный герой (Доктор Эдвард Джессуп) изучает пограничные состояния сознания и влияние этих состояний на переживания религиозного опыта. Для этого он практикует сенсорную депривацию. В дальнейшем главный герой едет к мексиканским индейцам на церемонию употребления галлюциногенных грибов (amanita muscaria). После церемонии он возвращается обратно и решает для увеличения эффекта совместить прием смеси, полученной от индейцев, и сенсорную депривацию. Во время эксперимента Эдварда посещают галлюцинации, в которых он видит первобытных людей, похожих на хабилисов, и спустя какое-то время начинает себя чувствовать одним из них. Эдвард в голом виде, чувствуя себя хабилисом, жестоко калечит охранника, бегает от собак, а затем убивает козла и ест сырое мясо, после чего восторженно заявляет, что примитивное мышление делало его «счастливым, как никогда в жизни». После этого эксперимента с Эдвардом происходят изменения. В итоге Эдвард в своих экспериментах заходит настолько далеко, что человеческий разум не способен уяснить то, во что Эдвард превратился.

## В ролях
- Уильям Херт — Эдди Джессуп
- Блэр Браун — Эмили Джессуп, жена Эдди
- Боб Балабан — Артур Розенберг, коллега Эдди
- Чарльз Хэйд — Мейсон Пэрриш, коллега Эдди
- Таао Пенглис — Эчеверрия
- Мигель Годро — первобытный человек
- Дори Бреннер — Сильвия Розенберг
- Питер Брэндон — Хобарт
- Чарльз Уайт-Игл — Брухо
- Дрю Бэрримор — Маргарет Джессуп, дочь Эдди и Эмили

## Награды и номинации
- 1981 — две номинации на премию «Оскар» за лучшую оригинальную музыку (Джон Корильяно) и за лучший звук.
- 1981 — номинация на премию «Золотой глобус» в категории «Новая звезда года» (Уильям Херт).
- 1981 — премия «Сатурн» за лучший грим (Дик Смит), а также три номинации: лучший научно-фантастический фильм, лучший режиссёр (Кен Рассел), лучший сценарий (Пэдди Чаефски).